# Borobudur
Borobudur (često i Borobodur) najveći je budistički hramski kompleks u Jugoistočnoj Aziji. Ova velika piramida nalazi se oko 40 km sjeverozapadno od Yogyakarte na otoku Javi.
Piramida je građena vjerojatno između 750. i 850. za vrijeme vladavine dinastije Sailendra. Stoljećima je bila prekrivena vulkanskim pepelom dok je Europljani nisu otkopali. U razdoblju između 1973. i 1984., u okviru velikog programa obnove, veliki dio kompleksa ponovo je zasjao u punoj mjeri.
UNESCO mu je 1991. dodijelio status objekta svjetske kulturne baštine.
Na kvadratnoj osnovici čije strane su duge 123 m uzdiže se ukupno devet katova. Na zidovima prvih četiriju stepenastih terasa nalazi se reljef čija je ukupna dužina veća od 5 km te prikazuje Budin život i djelovanje. Iznad ovih, uzdižu se sljedeće tri koncentrično sagrađene terase s ukupno 72 stupe od kojih glavna ima promjer 11 metara.

## Položaj i okolina
Borobudur je sagrađen na brežuljku u vrlo plodnoj dolini Kedu okruženoj brdima. Na jugu i jugozapadu to su brda Menoreh, na sjeveru i sjeveroistoku vulkani Merapi i Merbabu, a na sjeverozapadu su još dva vulkana, Sumbing i Sindoro. Hram je sagrađen na sutočju dvaju rijeka, Elo i Progo. Prema vjerovanju Javanaca, te dvije rijeke simboliziraju Ganges i Yamunu, dvije rijeke iz doline Inda u Indiji.

## O imenuBorobudur
Značenje imena 'Borobudur' nije jasno. Ime čine dvije riječi. Jedna je 'Bara' i ima korijen u riječi Vihara što je naziv kompleksa jednog ili više hramova i samostana ili spavaonica. Druga riječ, 'budur' dolazi iz balijskog i znači 'iznad'. Prema tome bi 'Borobudur' značilo kompleks hramova i samostana ili spavaonica, koji su smješteni na brežuljku, mjestu izdignutom od okolnog terena. Kao potkrepa ovoj teoriji porijekla imena smatraju se ostatci građevina nađeni u sjeverozapadnom dijelu dvorišta kompleksa koji su možda bili samostan.
Druga teorija temelji se na zapisima iz 842. koje je pronašao JG De Casparis u Cri Kahuluanu. Čini se da je ime Borobudur izvedeno od naziva koji se spominje u tom zapisu. Na žalost, nije sačuvan puni naziv. ali se smatra izvjesnim, da je naziv koji se spominje glasio 'bhumisambharabudhara', što bi značilo otprilike 'redovnici vrlina deset stepenica bodhisattve'. Podrškom toj teoriji porijekla imena smatra se postojanje sela koje se zove 'Bumisegara' a nalazi se u blizini kompleksa.

## Vrijeme gradnje
I vrijeme kad je kompleks sagrađen također nije izvjesno dokazano jer ne postoje pisani tragovi. Procjene eksperata se zasnivaju na jednom zapisu koji je nađen na otkopanom dijelu temelja. Zapis je pisan na sanskrtu pismom 'kawi'. Uspoređivanjem tih znakova s drugim zapisima u Indoneziji, stručnjaci su procijenili vrijeme gradnje na oko 800. godine.
U tom je razdoblju centralnim dijelom Jave vladala dinastija Sailendra koja je pripadala Mahayana budizmu. Kako je Borobudur posvećen upravo Mahayana budizmu, smatra se da je sagrađen u vrijeme vladavine te dinastije.

## Zaborav
Gotovo 2 stoljeća je Borobudur bio duhovno središte budizma na Javi. Propašću hinduističkog kraljevstva Mataram (919.) centar političkih i kulturnih zbivanja premješta se iz centralnog u istočni dio Jave. Nakon toga, sakralne građevine centralne Jave, poput Borobudura, bivaju napuštene i prepuštene propadanju. Svetište ostaje izloženo vulkanskim erupcijama i drugim utjecajima prirode. Vegetacija oštećuje kamen kojim je svetište građeno, a najviši dijelovi se urušavaju. Ljudi gube zanimanje za Borobudur, i on pada u zaborav.

## Ponovno otkrivanje i uređivanje
Oštećenja Borobudura su kroz stoljeća bila teška. Kad je 1548. strahoviti potres pogodio Javu, uzrokovao je konačno urušavanje spomenika.
Koliko je poznato, 1709. je označavan još samo kao brežuljak Borobudur. Cijeli spomenik bio je prekriven zemljom i doista je izgledao kao brežuljak obrastao grmljem i korovom.
Nakon što je dobio informaciju da bi u području Bumisegoro trebali biti ostatci velikog spomenika Borobudur, guverner Jave, Raffles, 1814. pokreće inicijativu za istraživanja. Holanđanin H. C. Cornellius izrađuje studiju, no sve do 1835. kad je otkopan dio namijenjen pohrani relikvija, se ne događa ništa.
Zanimanje stručne javnosti i pojedinaca je raslo i jenjavalo niz desetljeća. Stvarani i odbacivani su razni planovi sve dok indonezijska vlada nije 1955. predložila UNESCO plan o spašavanju Borobudura i drugih spomenika te i sama odlučila staviti na raspolaganje dio kapitala potrebnog za restauraciju.
Radovi počinju 1973. a dovršeni su 1983. Danas Borobudur stoji na novim temeljima i dovoljno je snažan da izdrži sljedećih 1000 godina. 

## Vanjske poveznice
- Video na službenim stranicama UNESCO-a 2:48 min (engl.)
- Galerija fotografija  Arhivirana inačica izvorne stranice od 3. veljače 2012. (Wayback Machine)